# Tozal del Mallo
Le Tozal del Mallo est un sommet des Pyrénées centrales, situé dans la vallée d'Ordesa, sur le territoire de la municipalité de Torla-Ordesa, province de Huesca (Aragon). Bien que d'altitude modeste (2 280 m), son impressionnante face sud, bien visible depuis l'entrée de la vallée, a suscité de nombreux exploits pyrénéistes dans la seconde moitié du XXe siècle.

## Toponymie

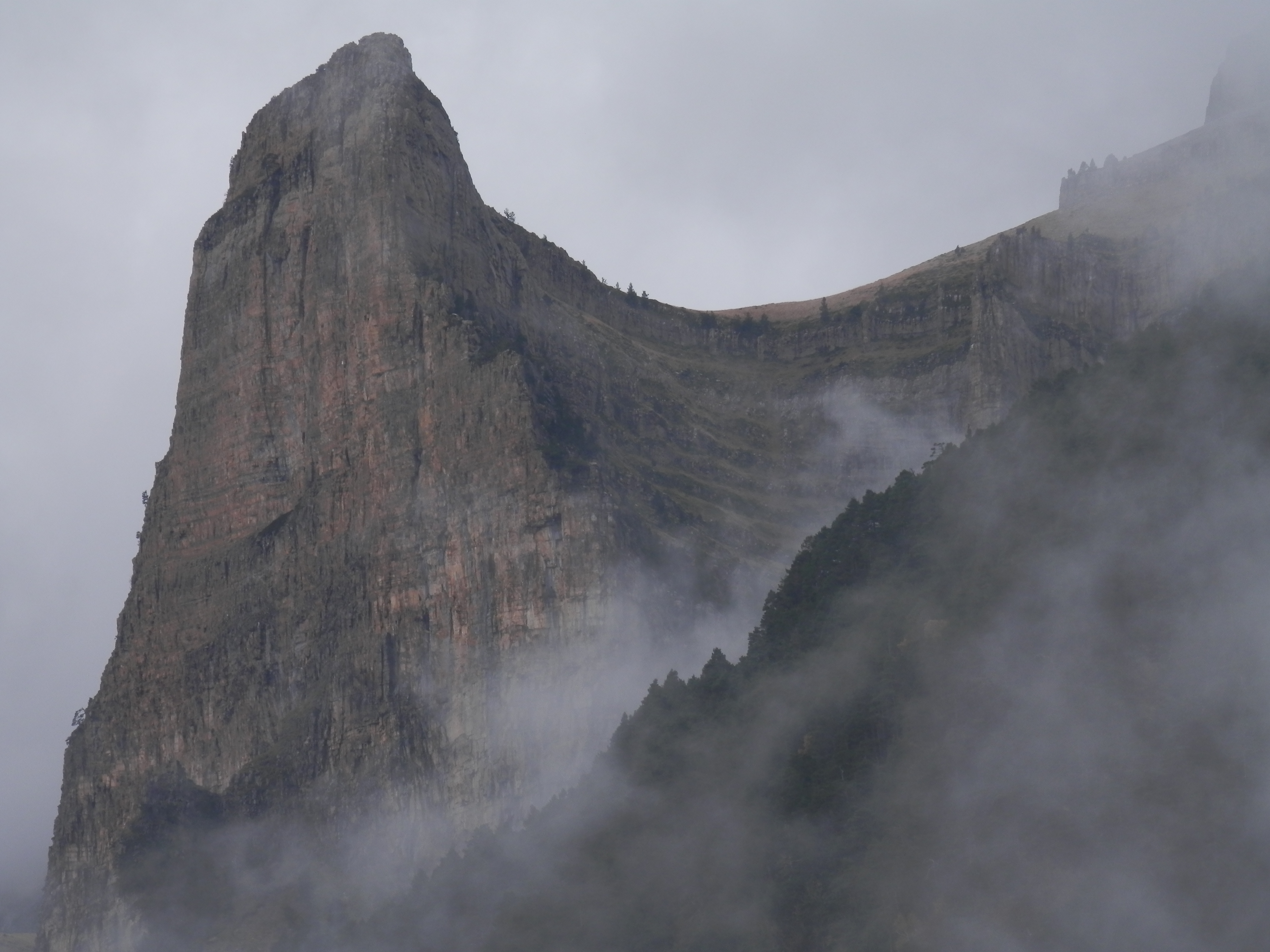
Le Tozal del Mallo, vue sud-est.

Le terme tozal désigne de nombreux sommets en Aragon, comme mallo qui semble être une forme locale de malh, mailh, mail dans les dialectes occitans (gascons) au-delà de la frontière, ou du catalan mall. Appelé « mailh d'Ordesa » par Ramond, il semble qu'on soit en présence d'une appellation pléonastique (« sommet du sommet »), ce qui est fréquent dans les Pyrénées (voir Forcanada ou Mall dels Pois).

## Géographie
Le Tozal del Mallo est un contrefort sud du pic Mondarruego. Depuis la vallée d'Ordesa, il semble totalement détaché du reste du massif et présente une face monumentale, quasiment verticale et symétrique, qui lui a valu le surnom de « retable ».

## Histoire
Ce sommet caractéristique apparaît assez tôt dans l'histoire du pyrénéisme puisque Louis-François-Élisabeth Ramond le représente par un dessin : le Mailh d'Ordesa. On le retrouve également dans les dessins et gravures d'Edward Whymper.
Le guide Ollivier, dans son édition de 1951, fait état d'une première ascension en 1944 par Jorge A. Gavin et José Luis Rodríguez, qui n'a pas eu lieu. La première tentative, en 1954, a mené J. Santacana jusqu'à la vire centrale très exiguë, qu'il nomme non sans humour « place de Catalogne », en effectuant une traversée de la paroi est.
En 1955, J. Gómez et Marcel Kahn ouvrent une voie dans la partie supérieure de l'éperon est. Pendant la Semaine sainte de 1957, Jean Ravier, Marcel Kahn, Noël Blotti, Claude Dufourmantelle et Claude Jaccoux ouvrent le premier itinéraire complet de la paroi, considéré aujourd'hui comme la « voie normale ».
L'année 1960 voit de multiples nouvelles réalisations : deux attaques non simultanées, par deux cordées, d'un côté Josep Manuel Anglada et F. Guillamón accèdent à la place de Catalogne par la traversée Santacana, et de là ouvrent la partie supérieure jusqu'au sommet ; de l'autre côté, trois mois après, Patrice de Bellefon et Sylvain Sarthou ouvrent la partie inférieure depuis le sol. Ces deux ascensions donnent lieu à la voie Franco-espagnole.
En 1963, Alberto Rabadá, Ernesto Navarro et J.J. Díaz ouvrent une nouvelle voie audacieuse qu'ils baptisent vía de las Brujas (voie des Sorcières).
Parmi les ascensionnistes notables, on peur citer Raymond Despiau (ouverture d'une nouvelle voie en face sud, en 1969), Miguel Ángel García Gallego, Antonio García Picazo, etc.